# Barcelona-proces
Het Barcelona-proces is een project van de Europese Unie voor het creëren van partnerschappen tussen de EU en niet-EU-landen rond de Middellandse Zee. Dit project werd in 1995 gestart.
Het beoogt onder andere de economie van de landen in Noord-Afrika en het Midden-Oosten te verbeteren. Na zijn verkiezingsoverwinning in mei 2007 maakte de Franse president Nicolas Sarkozy werk van het zoeken van steun voor de oprichting van de Unie voor het Middellandse Zeegebied, die de bestaande akkoorden zou vervangen en verdiepen.